# Créteil
Créteil je město v jihovýchodní části metropolitní oblasti Paříže ve Francii v departmentu Val-de-Marne a regionu Île-de-France. Od centra Paříže je vzdálené 11,5 km.

## Geografie
Sousední obce: Maisons-Alfort, Alfortville, Saint-Maur-des-Fossés, Bonneuil-sur-Marne, Limeil-Brévannes, Valenton a Choisy-le-Roi.

## Památky
- Katedrála Notre Dame z druhé poloviny 20. století, sídlo biskupa z Créteilu

## Vývoj počtu obyvatel
Počet obyvatel

## Partnerská města
- Falkirk, Skotsko, Spojené království 1983
- Kirjat Jam, Izrael, 1978
- Les Abymes, Guadeloupe, Francie, 1981
- Mataró, Španělsko, 1991
- Salzgitter, Německo, 1980